# ترزا فیتزپاتریک
ترزا فیتزپاتریک (انگلیسی: Theresa Fitzpatrick؛ زادهٔ ۲۵ فوریهٔ ۱۹۹۵) ورزشکار راگبی ۷ نفره اهل نیوزیلند است.
وی در مسابقات کشوری و بین‌المللی در مجموع برندهٔ ۳ مدال طلا، ۱ مدال نقره شده‌است.